# Barbara Rossi (tennista)
Barbara Rossi (Milano, 18 maggio 1961) è una telecronista sportiva, ex tennista e allenatrice di tennis italiana.

## Biografia

### Giocatrice
Inizia la sua carriera al Tennis Club Milano Alberto Bonacossa ed in carriera ha raggiunto la prima posizione tra le giocatrici italiane classificandosi alla 60ª posizione del ranking WTA. I suoi risultati le hanno consentito di entrare nella squadra italiana della Fed Cup con cui ha disputato otto incontri di singolare, con tre vittorie e cinque sconfitte, e uno di doppio concluso con una vittoria.

### Allenatrice
Dal 1986 è allenatrice al TC Milano, dove dirige il settore agonistico femminile seguendo negli anni Francesca Schiavone, Alberta Brianti, Giulia Casoni e Flavia Pennetta.
Dal 2007 è la voce ufficiale del tennis per Eurosport, rete per la quale commenta i Quattro Slam: Australian Open, Roland Garros, Wimbledon e Us Open, oltre a vari tornei del circuito internazionale.
Dal 2015 è maestra di tennis presso il Quanta Club di Milano.